# Frankie Goes to Hollywood
Frankie Goes to Hollywood (kurz FGTH) war eine britische Popgruppe aus Liverpool, die insbesondere von 1983 bis 1987 erfolgreich war. Zu ihren größten Erfolgen gehören die von Trevor Horn produzierten Titel Relax, Two Tribes und The Power of Love.

## Bandgeschichte

### Entwicklung und Entdeckung
Die Gruppe bestand aus Holly Johnson (Gesang), Paul Rutherford (Gesang), Peter Gill (Schlagzeug, Percussion), Mark O’Toole (Bass) und Brian Nash (Gitarre). Holly Johnsons musikalische Karriere begann bei der Punk-Band Big in Japan, zu der auch Ian Broudie (später The Lightning Seeds) und Bill Drummond (später zahlreiche weitere Projekte wie The JAMs und The KLF) zählten. Den Bandnamen Frankie Goes to Hollywood gaben sich die Musiker, inspiriert von einer an die Wand ihres Proberaums gehefteten Abbildung einer Zeitungsseite. Der Artikel zeigte Frank Sinatra mit der Überschrift „Frankie Goes Hollywood“. Laut seiner Autobiografie ergänzte Johnson das Wort „to“, da der Name dadurch flüssiger klang. Die erste Band, der Johnson unter diesem Namen angehörte, kam über Übungssessions nie hinaus. Als er mit Nash und Gill sowie später O’Toole und Rutherford eine neue Band gründete, wählte er erneut diesen Namen und trat zunächst mit Two Tribes auf diversen Festivals auf.
Produzent Trevor Horn gilt als Entdecker der Band, war Chef ihres späteren Labels Zang Tuum Tumb (ZTT Records) und Produzent während der Pleasuredome-Phase. Horn hatte eine exakte Vorstellung davon, wie FGTH klingen sollten, und war nicht davon überzeugt, dass die Band musikalisch ausreichend qualifiziert war, dies umzusetzen. So war auf den ersten Singles Relax und Two Tribes außer Sänger Holly Johnson kein weiterer Musiker der Band zu hören. Horn ließ stattdessen Studiomusiker spielen und übernahm einige Instrumente selbst.
Zusammen mit Horn produzierten FGTH einen bis dahin unbekannten bombastischen Sound mit diversen Langversionen ihrer einzelnen Titel. Markant waren dabei die treibenden Bassläufe. Zudem wurde eine starke Vermarktungsmaschinerie in Gang gesetzt. Unter anderem wurden ein T-Shirt mit FGTH-Logo und ein eigenes Computerspiel zum Kauf angeboten.

### Internationale Erfolge und Auflösung
Die im Oktober 1983 erschienene Single Relax erklomm schnell die britischen Charts und wurde, im Januar 1984 auf Platz 6 angekommen, von der BBC aufgrund des anzüglichen Covers und des homoerotischen Textes in Radio- und Fernsehsendungen zensiert. Trotzdem blieb der Titel fünf Wochen lang die Nummer 1. Der Bann wurde zu Weihnachten 1984 aufgehoben.
Als nächste Single kam im Mai 1984 Two Tribes auf den Markt. Der Anti-Kriegssong mit martialischer Aufmachung blieb neun Wochen an der Spitze. Dies gelang vor ihnen nur der Band Wings mit Mull of Kintyre (1977–78). Two Tribes wurde von Sirenen eingeleitet und der Sprecher der britischen Regierungskampagne Protect and Survive für den Schutz vor atomaren Auseinandersetzungen, Patrick Allen, wurde als Sprechstimme für das Lied gewonnen.
Ende 1984 brachte FGTH die dritte Single The Power of Love heraus, die im Dezember 1984 als letzte ihrer Singles Platz 1 der Charts belegte. Obwohl es sich um ein Liebeslied handelt, nahm das zugehörige Musikvideo Bezug auf Weihnachten, so dass das Lied bis heute oft aus diesem Anlass gespielt wird. Frankie Goes to Hollywood war nach Gerry & the Pacemakers im Jahr 1963 die erste Band, die mit ihren ersten drei Singles den Platz 1 der Charts belegten. Frankie Goes to Hollywood widmete Gerry & the Pacemakers auch eine Coverversion ihres berühmten Liedes Ferry Cross the Mersey, das sie auf ihrem ersten Album Welcome to the Pleasuredome veröffentlichten.
Im Mai 1985 brachte FGTH ihre vierte Single Welcome to the Pleasuredome heraus. Sie kam erstmals nicht auf den ersten Platz in Großbritannien, sondern erreichte Platz 2. Die Albumversion musste stark gekürzt werden, damit das gleichnamige Doppelalbum Welcome to the Pleasuredome nicht zu lang wurde.
Erst im August 1986 erschien die nächste Single Rage Hard, ein Vorgeschmack auf das im Oktober 1986 erscheinende Album Liverpool. Die Single erreichte Platz 4 in der britischen Hitparade sowie Platz 1 in Deutschland. In der Folge konnte das Liverpool-Album jedoch kaum an den Erfolg des Vorgängeralbums anknüpfen: Die zweite Auskopplung Warriors of the Wastelands erreichte Platz 19, die letzte Auskopplung Watching the Wildlife nur noch Platz 28 in Großbritannien.
Im Januar 1987 kam es während einer Tournee zu einem heftigen Streit zwischen Johnson und O’Toole in der Londoner Wembley Arena. Nach der Tour löste sich die Band auf.

### Spätere Ereignisse
Bei der am 23. Januar 2004 ausgestrahlten Folge der Fernsehsendung VH1 Bands Reunited kam es zu einem ersten Treffen aller fünf Mitglieder nach knapp 17 Jahren, aber nicht zu einem gemeinsamen Auftritt.
Später im Jahr 2004 formierte sich die Band anlässlich eines groß angelegten Konzertes für Trevor Horns 25-jährigen Jubiläum als Musiker und Produzent neu, jedoch ohne Johnson und Nash. Die Rolle des Leadsängers übernahm der damals 28-jährige Ryan Molloy, der zuvor extra für das Konzert in der Wembley Arena gecastet wurde. Bis zum Jahr 2007 trat Molloy mit Rutherford, Gill und O’Toole gemeinsam auf, allerdings zuletzt nur unter dem Namen Forbidden Hollywood aufgrund fehlender Namensrechte.
Im Rahmen des Eurovision Song Contest 2023 kam die Band beim Konzert Big Eurovision Welcome am 7. Mai 2023 vor der St. George’s Hall in Liverpool noch einmal für einen Auftritt in der Originalbesetzung der 1980er Jahre zusammen; sie spielte jedoch nur ein Lied, Welcome to the Pleasuredome. Dies war der erste Auftritt in der originalen 1980er-Jahre-Bandbesetzung seit etwas mehr als 36 Jahren und 2 Monaten. Die englische Presse fand Lob für den Auftritt, bedauerte aber zugleich dessen Kürze.

## Diskografie
Studioalben

| Jahr | Titel Musiklabel                        | Höchstplatzierung, Gesamtwochen/‑monate, AuszeichnungChartplatzierungen (Jahr, Titel, Musiklabel, Platzierungen, Wochen/Monate, Auszeichnungen, Anmerkungen) | Höchstplatzierung, Gesamtwochen/‑monate, AuszeichnungChartplatzierungen (Jahr, Titel, Musiklabel, Platzierungen, Wochen/Monate, Auszeichnungen, Anmerkungen) | Höchstplatzierung, Gesamtwochen/‑monate, AuszeichnungChartplatzierungen (Jahr, Titel, Musiklabel, Platzierungen, Wochen/Monate, Auszeichnungen, Anmerkungen) | Höchstplatzierung, Gesamtwochen/‑monate, AuszeichnungChartplatzierungen (Jahr, Titel, Musiklabel, Platzierungen, Wochen/Monate, Auszeichnungen, Anmerkungen) | Höchstplatzierung, Gesamtwochen/‑monate, AuszeichnungChartplatzierungen (Jahr, Titel, Musiklabel, Platzierungen, Wochen/Monate, Auszeichnungen, Anmerkungen) | Anmerkungen                                                  |
| Jahr | Titel Musiklabel                        | DE | AT | CH | UK | US | Anmerkungen                                                  |
| ---- | --------------------------------------- | --- | --- | --- | --- | --- | ------------------------------------------------------------ |
| 1984 | Welcome to the Pleasuredome ZTT Records | DE4 Platin · (39 Wo.)DE | AT3 Gold · (4½ Mt.)AT | CH5 (17 Wo.)CH | UK1 ×3Dreifachplatin · (67 Wo.)UK | US33 Gold · (41 Wo.)US | Erstveröffentlichung: 29. Oktober 1984 Verkäufe: + 2.155.000 |
| 1986 | Liverpool ZTT Records                   | DE5 Gold · (25 Wo.)DE | AT7 (3 Mt.)AT | CH7 (13 Wo.)CH | UK5 Gold · (13 Wo.)UK | US88 (13 Wo.)US | Erstveröffentlichung: 20. Oktober 1986 Verkäufe: + 460.000   |